# 奧布托韋
51°37′26″N 33°12′26″E / 51.62389°N 33.20722°E
奧布托韋（烏克蘭語：Обтове），或按俄语译为奥布托沃，是位於烏克蘭東北部的村莊，由蘇梅州科諾托普區的克羅萊韋茨市鎮負責管轄。該村處於列季河畔，面積4.6平方公里，海拔高度130米，2001年人口1,504。